# Danforth Avenue
A Danforth Avenue  é uma avenida arterial leste-oeste localizada na cidade de Toronto, Ontário, Canadá. Corre entre a Kingston Road e o Prince Edward Viaduct, continuando rumo a oeste com o nome de Bloor Street. A Danforth Avenue é também conhecida como Highway 5. O nome da avenida provém de Asa Danforth, um construtor americano que foi contratado para construir a avenida em 1799, embora não iniciado sua construção, que foi efetuada por outra companhia em 1851.
A Danforth Avenue é a principal via de transporte leste-oeste da região leste conectando a antiga cidade de Toronto (e a oeste de Scarborough. Como tal, é a via de transporte mais movimentada da região, além de ser uma das mais movimentadas da cidade, apresentando um grande tráfego de veículos. A Danforth Avenue, tal como a Bloor, é uma avenida primariamente comercial. A rua é notória por abrigar a maior comunidade grega da América do Norte. A maior parte da linha Bloor-Danforth do metrô de Toronto correm ao longo da Bloor Street e da Danforth Avenue.
Na Danforth Avenue, os principais pontos de interesses são o festival anual da comunidade grega, o Player Farmhouse, museu localizado na casa de uma das primeiras famílias a instalarem-se na região, o Danforth Music Hall, o Riverdale Park e o Prince Edward Viaduct.
A Danforth Avenue, foi construída em 1851, com o seu início na Broadway Avenue alinhada com o fim da Bloor Street, então separadas através do vale do Rio Don, com o objetivo de facilitar uma possível conexão futura, conexão que foi materializada em 1903, com a inauguração do Prince Edward Viaduct.